# Заповідники Ізраїлю
Заповідникі Ізраїлю це заповідники, розташовані на території всіх округів Держави Ізраїль. Всі заповідники Ізраїлю перебувають у підпорядкуванні державної організації «Управління природи і парків Ізраїлю», яка здійснює управління і нагляд за заповідниками.

## Список заповідників
У 2015 році Управління природи і парків Ізраїлю налічувало 275 заповідників на території Ізраїлю, включно з тими що знаходяться на західному березі Йордану загальною площею 4'798'293 дунамів.